# Трамп-Виллидж
Трамп-Виллидж — многоквартирный жилой комплекс, состоящий из семи зданий. Расположен в Кони-Айленд, Бруклин, Нью-Йорк, США.

## История
Жилой комплекс был построен в 1963—1964 годах Фредом Трампом, отцом 45-го президента США Дональда Трампа. Комплекс, построенный на месте бывшего депо Калвер, был разработан архитектором Моррисом Лапидусом.
Строительство обошлось в 70 миллионов долларов. В значительной степени оно финансировалось за счет государственных облигаций, выпущенных в штате Нью-Йорк, в сочетании с налоговыми льготами. Пять из семи зданий до 2007 года были включены в Жилищную программу Митчелл-Лама.
Это единственный носящий имя Трампа строительный комплекс, который был назван по имени Фреда Трампа, а не его сына Дональда.